# Цанон II (Падова)
Цанон II је насеље у Италији у округу Падова, региону Венето.
Према процени из 2011. у насељу је живело 28 становника. Насеље се налази на надморској висини од 16 м.